# Tom Allison
Thomas „Tom“ Allison  (* 20. Februar 1921 in Fencehouses; † 1. November 2010 in Hartlepool) war ein englischer Fußballspieler.

## Karriere
Allison diente bei der Royal Air Force (Airman). Im Herbst 1946 stieg der Spieler des lokalen Klubs South Hetton mit seinem Wechsel zum FC Darlington zum Profifußballer auf.
Er kam im Oktober 1946 bei einem 2:0-Erfolg gegen Halifax Town für Darlington erstmals in der Football League Third Division North zum Einsatz, der Bradford Observer beschrieb ihn nach seinem ersten Auftritt als „schnellen und schwer fassbaren rechten Halbstürmer.“ Allison kam auch die folgenden fünf Ligapartien als rechter Halbstürmer zum Einsatz und bildete zumeist mit Robert Sinclair die rechte Angriffsseite, nach einer 1:7-Niederlage gegen Wrexham wurde er von Trainer Billy Forrest zur folgenden Partie durch Charlie Stubbs ersetzt. Für Allison blieb es bei diesen sechs torlosen Ligaauftritten, eine Fortsetzung seiner fußballerischen Laufbahn ist nicht dokumentiert.
Als Cricketspieler war er im Sommer 1946 für Durham aktiv und soll auch Interesse bei Gloucestershire und Somerset hervorgerufen haben.